# Неліна Тетяна Вікторівна
Тетяна Вікторівна Неліна (14 травня 1951, Благовєщенськ — 28 листопада 2020, Тетіїв) — директор Фастівського державного краєзнавчого музею (1990—2017), Почесний громадянин міста Фастова (2011), член Правління Національної спілки краєзнавців України, голова Фастівської міської організації НСКУ, «Почесний краєзнавець України» (2011), лауреат Премії імені Михайла Сікорського (2015).

## Біографія
Тетяна Неліна народилася в м. Благовєщенськ, Амурської області Росії. Після закінчення історико-філологічного факультету Благовєщенського педагогічного інституту (1973) працювала на викладацькій роботі, а також на керівних посадах на будівництві БАМу (1975—1983 рр., м. Тинда), пізніше — на партійній роботі в Росії та Україні, зокрема, у м. Фастові.
Ініціатор створення і перший директор Фастівського державного краєзнавчого музею (1990—2017), співавтор наукової концепції створення музею, головний редактор науково-інформаційного бюлетеню «Прес-музей».

## Творчість
Автор понад 100 наукових і публіцистичних статей з проблем музейництва, охорони пам'яток.
Співавтор книг:
- Фастівщина: сторінки історії (від давнини до 20-х років ХХ століття). — Фастів, 2004. — 256 с. — ISBN 966-95896-0-6
- На Фастівській землі єдналась Україна. — Фастів, 2019.[3]

Головний редактор збірника до 120-річчя від Дня народження композитора К. Стеценка «Співець душі народної» (2003).

## Громадська діяльність
Учасник багатьох науково-практичних конференцій, зокрема Міжнародного культурологічного симпозіуму «Українська ікона» (2003), ініціатор і організатор конференцій краєзнавців та істориків Фастівщини. Співорганізатор археологічної експедиції музею, виставки «Фастівщина: сторінки історії» та інших.
Голова Фастівської міськрайонної організації Національної спілки краєзнавців України, член правління, Президії правління Київської обласної організації НСКУ, Член Правління Національної спілки краєзнавців України (з 2008 року).

## Нагороди
Відзначена Подякою Центрального комітету профспілки працівників культури (2000), Почесною відзнакою Міністерства культури і туризму України (2005), Ветеран праці.
- Почесна громадянка міста Фастова (18.08.2011)[4].
- «Почесний краєзнавець України» (2011).
- Лауреат Премії імені Михайла Сікорського (2015)[5].

## Смерть
Померла 28 листопада 2020 від ускладнень внаслідок захворювання на коронавірус. Останні дні жінка боролася з хворобою в інфекційній лікарні у м. Тетіїв. А 26 листопада поховали її чоловіка, причиною смерті якого теж став COVID-19.